# Гойко Шушак
Го́йко Шу́шак (хорв. Gojko Šušak, нар. 16 березня 1945, Широкий Брієг — 3 травня 1998, Загреб) — хорватський політик, міністр оборони Республіки Хорватії з 1991 р. i до своєї смерті в 1998 р. та один з найближчих соратників президента Франьо Туджмана.

## Юність
Гойко Шушак народився, як він сам зазначав, у Незалежній Державі Хорватія і був шостою дитиною в сім'ї Анте і Стани Шушак. Його батько і брат зникли безвісти під час Другої світової війни. Востаннє їх бачили при вступі партизанських частин в Загреб. Будучи підлітком, Гойко бере участь у молодіжній трудовій акції «Бубань поток» у Белграді.
У той самий час його брат Йозо — начальник Військового управління в місті Широкі Брієг (раніша назва — Ліштіца/Лиштиця). Після одержання атестату зрілості в 1963 році Гойка було зараховано до Педагогічної академії в Рієці, де він вивчав математику і фізику. Перед призовом на військову службу в ЮНА тікає через кордон, залишаючи на Крку дружину і новонароджену дочку. Через Австрію його шлях проліг аж до Канади.

## Життя в Канаді
У Канаді Шушак займався підприємництвом, а також суспільно-політичною і громадською діяльністю, обіймаючи ряд посад:
- Голова Хорватсько-канадської культурної федерації, яку і заснував у 1987 р.
- Голова Фонду хорватських досліджень
- Директор хорватської школи в Оттаві.

Відомо, що у Шушака гостював майбутній перший президент Хорватії Франьо Туджман під час своїх перших відвідин хорватської діаспори в Канаді.
У Канаді він допомагав в організації хорватських шкіл і брав участь у різноманітних хорватських емігрантських організаціях. Щоп'ятниці в другій половині дня збирав хорватських дітей, доки їхні батьки ходили скуповуватися, і відводив їх на уроки хорватської мови. Разом з Августом Брекалом і своїм братом Бранком заснував футбольний клуб Ядран.
У Канаді береться за всіляку роботу від підсобника на будівництві до праці в гриль-барі та піцерії. Через деякий час стає співвласником невеликої малярської компанії. В офіційній біографії сказано так: «manager of Kentucky Fried Chickens, president of Susak Enterprises Ltd., vice-president of GG Decor-Interior Design». Окрім того в офіційній біографії Шушак зазначав, що в престижному Оттавському університеті успішно пройшов 36 курсів в галузі управління, бухгалтерського обліку, комп'ютерної техніки та зв'язку, а також свої академічні досягнення увінчав здобуттям диплому за спеціальністю «практична інформатика».
У Канаді він був також засновником і головою кафедри хорватської мови в університеті Ватерлоо. У 1973 р. одружується з Джурджицею Гоймерац, тоді соціальною працівницею, родом з Озаля (поблизу Карловаця). Після весілля вони переїхали в будинок на Уолклі-Роуд, а потім з трьома дітьми Катаріною, Томіславом і Єленою в інший будинок на приміській вулиці Грейрок-Креснт, де сусіди Гойка звали його Джері. Разом з ними жила і мати Шушака. Будинок був у дуже поганому стані, отож віряни хорватської католицької церкви, працюючи толокою, поставили над ним новий дах. Політичну діяльність Шушак вів у співпраці з францисканцями, з якими надсилав у хорватський францисканський монастир у Чикаго листи-бомби. Свої політичні погляди Гойко виражав ще й так, що свиню, на якій написав «Тіто», закривав у труні і самотужки носив Оттавою. В Оттаві головував у місцевому відділенні Хорватської національної ради. Був головним організатором збору благодійних пожертв для Хорватської демократичної співдружності. У Хорватію він повертається в 1989 р. У лютому 1990 р. як один зі «зв'язкових» ХДС зі співробітниками тодішньої міліції контролював перевезення емігрантів із загребського аеропорту Плесо до залу Лісінскі, де він провів перші Загальні збори ХДС. З Канади для ХДС він нібито привіз 4 мільйони доларів США. Ці гроші відіграли важливу роль у передвиборній кампанії ХДС, адже інші партії не змогли б зібрати і приблизно стільки грошей.

## Вклад Шушака у створення суверенної Хорватії
Коли в 1989—1990 рр. у Хорватії повіяли нові демократичні вітри, Гойко повернувся з 21-річної еміграції з нагоди перших загальних зборів ХДС. Після перемоги ХДС на перших вільних багатопартійних виборах в Хорватії 1990 року Гойка Шушака у 1991 р.було призначено міністром хорватської діаспори в уряді Стіпе Месича. Цю посаду він обіймає близько року, здебільшого подорожуючи по діаспорних громадах і закликаючи хорватів (переважно, Німеччини) повернутися на батьківщину або й готуватися до оборони.
Потім його призначено заступником міністра оборони Мартіна Шпеґеля і, нарешті, у вересні 1991 року, міністром оборони. Вибір міністром оборони Шушак сприйняв спокійно, як одну з багатьох можливих форм служіння батьківщині, про що він мріяв у вигнанні. В інтерв'ю, яке Гойко 3 квітня 1992 року дав Ясні Бабич, він відверто визнав, що цієї посади не очікував, і що для цієї роботи не відповідає кваліфікаційним вимогам: «Я навіть не служив в армії. Правда, багато про це читав, але ніколи не мріяв про війну. Останнє, про що б я мріяв, це місце міністра оборони якої-небудь країни». У Загребі Шушак жив у віллі житловою площею 237 кв. метрів, в елітній частині міста. Тоді його підозрювали, що квартиру влаштовано за кошт Міністерства оборони. З іншого боку, йому приписували непотизм, адже його дружина Джурджица працювала у Хорватській розвідувальній службі (ХРС) начальницею відділу кадрів. До того ж на ключові посади в Міністерстві оборони він поставив чимало родичів та кумів, найвідомішим з яких, либонь, був Анте Готовіна.
Шушак глибоко усвідомлював, що треба бути готовим і до найгіршого варіанту в розв'язанні так званої Югославської кризи. Говорячи про це, був дуже переконливим, і з ним було важко не погодитися. Був також людиною, яка розуміла і підтримувала необхідність збору документів та публікації книг про хорватську війну за незалежність.
В історію Хорватії Шушак увійшов як успішний міністр оборони воєнного часу. Велика заслуга Шушака і в своєчасній підготовці оборони хорватського народу в Боснії і Герцеговині. Він мав неабияку популярність у колах ветеранів війни в Хорватії та в Боснії і Герцеговині.
Як військовий міністр він вніс незмірний вклад у створення, зміцнення і військові операції хорватської армії, а його короткий звіт «Пане президент, завдання виконано!» став синонімом всіх переможних операцій хорватської сухопутної армії і в цілому хорватських збройних сил, проведених в ході війни.

## Хвороба і смерть
Заядлий курець Шушак переніс операцію на легенях. Через те, що хвороба прогресувала, його направлено на лікування в США, у медичний центр ім. Волтера Ріда. Після різкого погіршення і неконтрольованого поширення хвороби Шушак помер у клінічній лікарні Дубрава 3 травня о 21:30. Похований 7 травня 1998 року на загребському кладовищі Мірогой на Алеї хорватських ветеранів війни. За життя Шушак водив дружбу з помітними постатями і підтримував тісні відносини з урядом США, особливо з міністром оборони США Вільямом Перрі. Перрі представляв Вашингтон на похороні Шушака, але він також казав, що приїхав як особистий друг.

## Роль у Хорватській демократичній співдружності

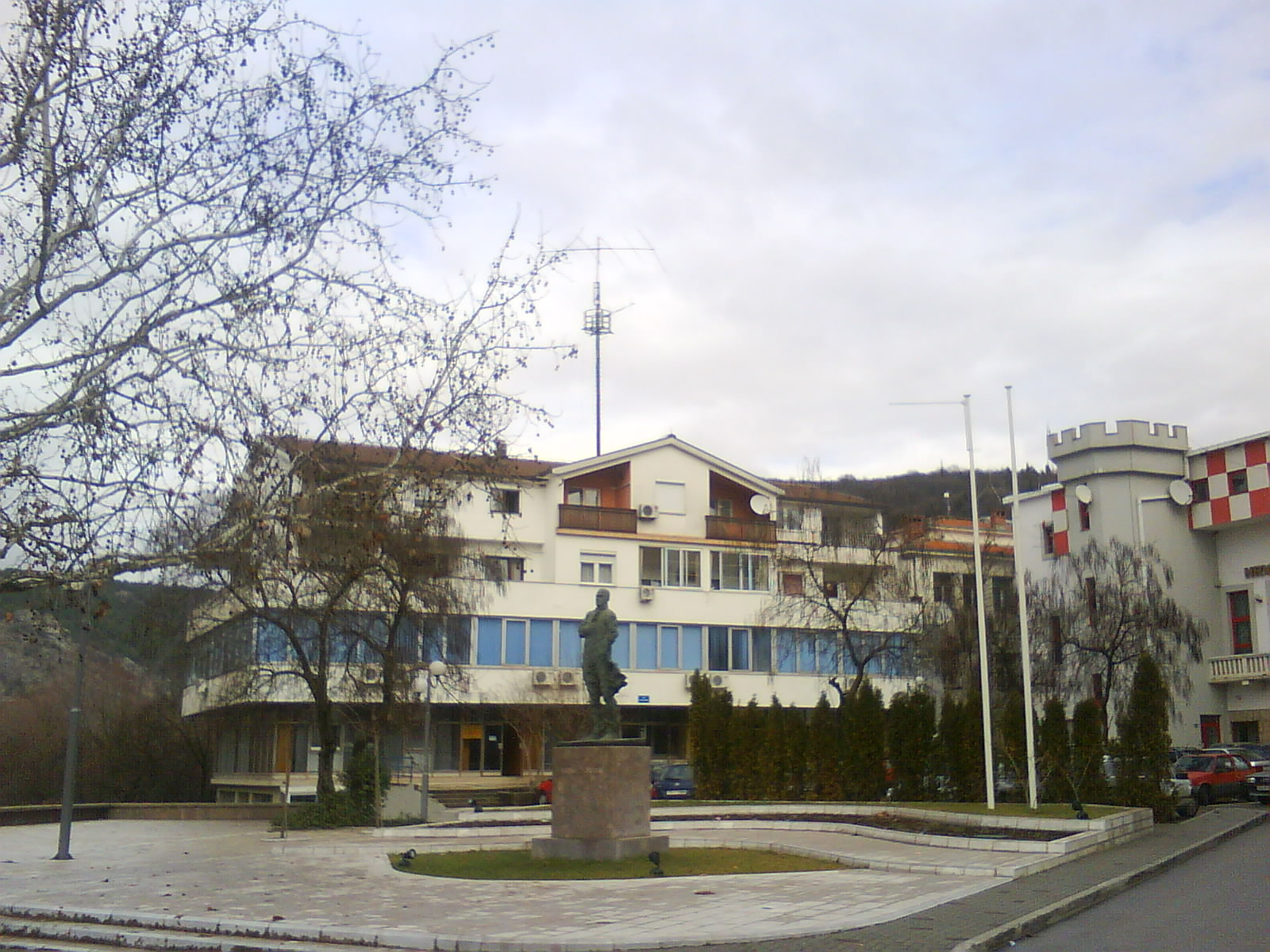
Пам'ятник Шушаку (автор Кузма Ковачич) на майдані його імені в м. Широкий Брієг, встановлений 31 травня 2008

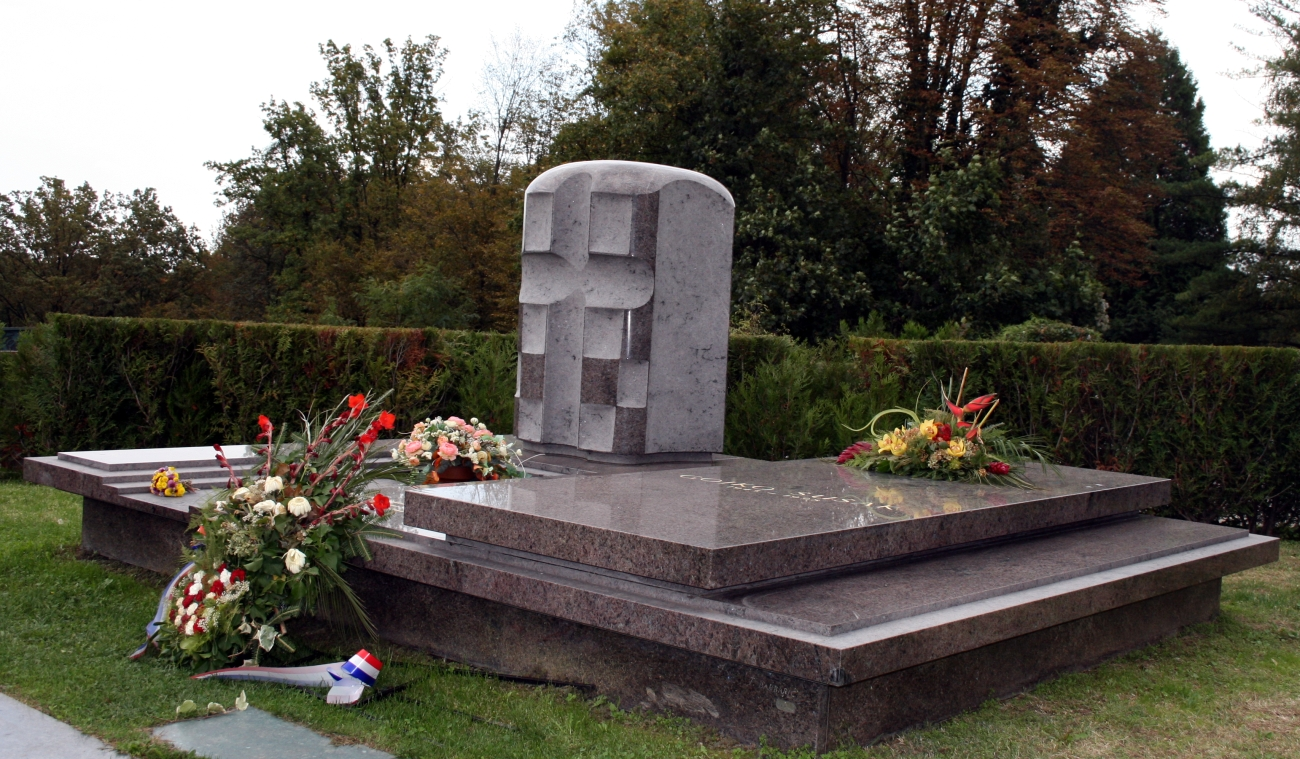
Могила Шушака на кладовищі Мірогой

Після 1-х Загальних зборів ХДС в 1990 р. Гойко Шушак опинився на самій вершині партійної ієрархії, а після 2-х Загальних зборів ХДС, проведених у жовтні 1993 р., обраний заступником голови ХДС. Після виходу з партії Йосипа Манолича i Степана Месича в 1994 р. вважався «номером 2» відразу за головою Франьо Туджманом.
Свою останню прилюдну промову Шушак виголосив на 4-х Загальних зборах ХДС у лютому 1998 р. Тоді він говорив про необхідність поваги до прав на захист хорватських меншин в інших країнах, відзначивши, зокрема, Боснію і Герцеговину та сказавши:«Без цього нема миру, стабільності і взаємної довіри».

## Вшанування і визнання
ХДС навесні 1999 р. заснувала Об'єднання ветеранів війни за незалежність ім. Гойка Шушака. У Широкому Брієгу одна з площ носить його ім'я і на ній міститься йому пам'ятник. У цьому місті в кожні роковини його смерті проводиться футбольний турнір його пам'яті. У ньому беруть участь команди з Боснії і Герцеговини та Хорватії.
Посмертно Шушака було підвищено до найвищого чину хорватської армії — звання генерала штабу. На його честь посмертно одну з магістральних вулиць столиці Загреба було названо проспектом Гойка Шушака.

## Суперечливість особи
У 1997 році Міжнародний трибунал щодо колишньої Югославії мав намір викликати Шушака повісткою в суд як свідка. На цих судових розглядах його представляв майбутній президент Хорватії Іво Йосипович.
Сілбер і Літл пишуть у своїй книзі «Смерть Югославії» (ці дані наводить і New York Times), що Шушак хвалився, що він зробив перші постріли в сутичці біля Борового Села, в одному з перших зіткнень у війні і тим самим дав сербам із Борового Села привід для повстання.
Є люди, які вважають це легендою. На відміну від Сілбера і Літла, Девід Біндер, журналіст «New York Times», не вказує джерело інформації. В інших випадках Девід Біндер відомий своєю про-сербською позицією, а найбільшу бурю він здійняв ревізіоністською статтею про Дражу Михайловича.
Один із найвпливовіших канадських журналів Saturday Night в його подвійному випуску (грудень 1997/січень 1998 року) схарактеризував його як «піцериста з Оттави, який запалив ґніт на Балканах, повернув свою армію проти канадських миротворців і перетворився на одного з найогидніших європейських прибічників твердої руки». У щоденній газеті Glas Slavonije (3 березня 2000 року) колись високопоставлений член ХДС Йосип Манолич звинувачував Шушака в контрабанді наркотиків. Як твердить Манолич, на його запитання чому він так чинить, Шушак відповідав, що робить це заради Хорватії. Значно раніше (1994 р.) в інтерв'ю для Feral Tribune Манолич назвав Шушака однією з «перешкод на шляху досягнення угоди з мусульманами».